# Camagüey
Camagüey je město v centrální části Kuby, třetí nejlidnatější na ostrově. Nachází se přibližně 500 km jihovýchodně od Havany. Je hlavním městem stejnojmenné provincie Camagüey. Původní město Santa María del Puerto del Príncipe založené kolem roku 1515 na severním pobřeží bylo po nepřetržitých útocích pirátů roku 1528 přemístěno do vnitrozemí. Jedná se o turisticky atraktivní koloniální město se specifickou architekturou.
V červenci roku 2008 bylo město zapsáno do seznamu světového dědictví UNESCO.

## Architektura a urbanismus města
Nové město bylo postaveno s mnoha zmateně se vinoucími uličkami, což usnadňovalo obranu před nájezdníky. Je tu mnoho slepých a větvících se uliček, které vedou na různě velká náměstí. Z města vedl pouze jeden východ. Pokud by útočníci uspěli a vstoupili do města, místní obyvatelstvo by je mohlo ve městě uvěznit a zničit.
Krajina provincie Camagüey, na které se pase dobytek, nezadržuje příliš vody, proto byli obyvatelé v minulosti nuceni vyrábět si ohromné kameninové nádoby na chytání a skladování dešťové vody. Tyto nádoby (španělsky „tinajones“) jsou dodnes ozdobou mnohých náměstí a dvorů (tzv. patia).
Nejznámější rodák tohoto města, Ignacio Agramonte, generál desetileté války, se narodil v roce 1841 v Casa Natal de Ignacio Agramonte, v budově ze začátku 19. století, která se nachází přímo v centru na náměstí Plaza de los Trabajadores. Jezdecká socha Agramonta stojí ve středu parku Parque Agramonte.
Mezi nejzajímavější místa v Camagüey patří zrestaurované Plaza San Juan de Dios, staré hranaté dlážděné náměstí, obestavěné barevnými jednopodlažními budovami z 18. století a žlutým kostelem vedle zrestaurované bývalé nemocnice. Několik bloků jižněji, blízko řeky, se každý den koná zemědělský trh zásobovaný překvapivou mírou masa a zemědělské produkce.
Ve městě se nachází okolo 8 historických náměstí, na kterých stojí většinou neopravované a rozpadající se, ale stále funkční kostely. Některé z nich byly nově zrekonstruovány – např. Nuestra Señora del Carmen a Iglesia San Juan de Dios.

## Průmysl
Od roku 2003 se zde licenčně vyrábí ruský vojenský osobní terénní automobil UAZ-469 (Empresa Reparadora José Smith Comas).

## Rodáci
- Gaspar Betancourt Cisneros (1803—1866), podnikatel a osvětový publicista, usiloval o hospodářskou modernizaci Kuby
- Gertrudis Gómez de Avellaneda (1814—1873), spisovatelka
- Ignacio Agramonte (1841—1873), generál desetileté války
- Carlos Victoria (1950—2007), spisovatel, emigroval do Miami

## Partnerská města
- Madison, Spojené státy americké
- Szekszárd, Maďarsko